# Marathon van Fukuoka 1969
De marathon van Fukuoka 1969 werd gelopen op zondag 7 december 1969. Het was de 23e editie van de marathon van Fukuoka. Aan deze wedstrijd mochten alleen mannelijke elitelopers deelnemen. De Canadees Jerome Drayton kwam als eerste over de streep in 2:11.12,8.

## Uitslagen
| rang   | naam                | land | tijd      |
| ------ | ------------------- | ---- | --------- |
| Goud   | Jerome Drayton      | CAN  | 2:11.12,8 |
| Zilver | Ron Hill            | ENG  | 2:11.54,4 |
| Brons  | Hayami Tanimura     | JPN  | 2:12.03,4 |
| 4      | Pablo Garrido       | MEX  | 2:12.52,8 |
| 5      | Toshiharu Sasaki    | JPN  | 2:13.06,4 |
| 6      | Akio Yoshida        | JPN  | 2:13.21,0 |
| 7      | Ken Moore           | USA  | 2:13.27,8 |
| 8      | Jeff Julian         | NZL  | 2:14.38,0 |
| 9      | Kunio Fujita        | JPN  | 2:15.22,4 |
| 10     | Mitsunori Kaneyuki  | JPN  | 2:15.37,2 |
| 11     | Robert Moore        | CAN  | 2:16.53,6 |
| 12     | Kunihiko Iwata      | JPN  | 2:18.08,0 |
| 13     | Lengisse Bedane     | ETH  | 2:18.13,6 |
| 14     | Akio Usami          | JPN  | 2:18.33,2 |
| 15     | Ismail Akcay        | TUR  | 2:18.38,0 |
| 16     | Hidekuni Hiroshima  | JPN  | 2:18.50,2 |
| 17     | Alfredo Penaloza    | MEX  | 2:19.05,2 |
| 18     | Masatsugu Futsuhara | JPN  | 2:19.43,4 |
| 19     | Hideaki Kobayashi   | JPN  | 2:20.21,0 |
| 20     | Yoshinobu Kitayama  | JPN  | 2:20.47,4 |
| 21     | Masanao Haranishi   | JPN  | 2:20.57,6 |
| 22     | Teruhisa Momii      | JPN  | 2:21.00,6 |
| 23     | Hiroshi Sato        | JPN  | 2:21.24,0 |
| 24     | Yuzo Sekiguchi      | JPN  | 2:21.28,0 |
| 26     | Yoshiro Mifune      | JPN  | 2:22.01,2 |
| 27     | Katsunori Sato      | JPN  | 2:22.01,2 |
| 28     | Jacinto Sabinal     | MEX  | 2:22.22   |
| 29     | Yoshiaki Unetani    | JPN  | 2:22.28,4 |
| 30     | Seiji Sakamoto      | JPN  | 2:22.40,2 |
| 31     | Chuji Suzuki        | JPN  | 2:22.42,6 |
| 33     | Koichi Nagata       | JPN  | 2:23.00,8 |

1947 ·
1948 ·
1949 ·
1950 ·
1951 ·
1952 ·
1953 ·
1954 ·
1955 ·
1956 ·
1957 ·
1958 ·
1959 ·
1960 ·
1961 ·
1962 ·
1963 ·
1964 ·
1965 ·
1966 ·
1967 ·
1968 ·
1969 ·
1970 ·
1971 ·
1972 ·
1973 ·
1974 ·
1975 ·
1976 ·
1977 ·
1978 ·
1979 ·
1980 ·
1981 ·
1982 ·
1983 ·
1984 ·
1985 ·
1986 ·
1987 ·
1988 ·
1989 ·
1990 ·
1991 ·
1992 ·
1993 ·
1994 ·
1995 ·
1996 ·
1997 ·
1998 ·
1999 ·
2000 ·
2001 ·
2002 ·
2003 ·
2004 ·
2005 ·
2006 ·
2007 ·
2008 ·
2009 ·
2010 ·
2011 ·
2012 ·
2013 ·
2014 ·
2015 ·
2016 ·
2017